# كيرون داير
كيرون كورتني داير (بالإنجليزية: Kieron Dyer)‏، من مواليد 29 ديسمبر 1978 في إيبسويتش في إنجلترا، لاعب كرة قدم إنجليزي.
بدأ مسيرته الكروية مع نادي إيبسويتش تاون في عام 1996، ولعب معهم حتى عام 1999، وشارك معهم في 96 مباراة وسجل 11 هدف، ومنذ عام 1999 وهو يلعب مع نادي نيوكاسل يونايتد.
و قد بدأ باللعب مع منتخب إنجلترا لكرة القدم في عام 1999. انتقل إلى نادي وستهام يونايتد في عام 2007 .

## مسيرته الكروية
لعب كيرون داير خلال مسيرته الاحترافية مع 5 أندية في تسعة عشر موسمًا وسجل خلالها 34 هدفًا ضمن 329 مباراة. ولم يفز بأي موسم بالكأس أو بالدوري.
خاض كيرون داير مسيرته مع نادي إيبسويتش تاون في موسم 1996–97 في المرة الأولى واستمر معه طيلة ثلاثة مواسم ثم في موسم 2010–11 لمدة موسم واحد، مشاركًا طوالها في 95 مباراة سجل خلالها 9 أهداف. ثم انتقل إلى نادي نيوكاسل يونايتد في موسم 1999–00 ليلعب معه ثمانية مواسم، حيث شارك في 190 مباراة سجل خلالها 23 هدفًا. لينتقل بعدها إلى نادي وست هام يونايتد في موسم 2007–08 ليلعب معه أربعة مواسم، مشاركًا في 30 مباراة ولم يسجل أي هدف. ثم انتقل إلى نادي كوينز بارك رينجرز في موسم 2011–12 ولمدة موسمين، مشاركًا في 5 مباريات ولم يسجل أي هدف أيضًا. هذا وانتقل لاحقًا إلى نادي ميدلزبره في موسم 2012–13 لمدة موسم واحد، مشاركًا في 9 مباريات سجل خلالها هدفين.

## روابط خارجية
- كيرون داير على موقع الاتحاد الدولي (مؤرشف)  (الإنجليزية)
- كيرون داير على موقع قاعدة بيانات كرة القدم.إي يو (الإنجليزية)
- كيرون داير على موقع ناشيونال فوتبول تيمز (الإنجليزية)
- كيرون داير على موقع Soccerbase.com (لاعب) (الإنجليزية)
- كيرون داير على موقع Soccerway.com (الإنجليزية)
- كيرون داير على موقع عالم كرة القدم.نت (الإنجليزية)
- كيرون داير على موقع AS.com (الإسبانية)